# La Veuve de Monte-Carlo
Pour plus de détails, voir Fiche technique et Distribution.
La Veuve de Monte-Carlo (The Widow from Monte Carlo) est une comédie américaine réalisée par Arthur Greville Collins en 1935. Elle est sortie dans les salles françaises le 19 mars 1936. Le film est tiré de A Present from Margate, une pièce de 1934 écrite par A. E. W. Mason. Les acteurs principaux sont Warren William, Dolores del Rio, Louise Fazenda et Colin Clive.

## Synopsis
En vacances à Margate, une veuve est victime de chantage par une parvenue, mais elle est aidée par un homme qu'elle aime et qu'elle finit par épouser à la place de son fiancé un peu effacé.

## Fiche technique
- Titre original : The Widow from Monte Carlo
- Direction artistique : Hugh Reticker
- Montage : Thomas Pratt
- Direction musicale : Leo F. Forbstein
- Production : Bryan Foy
- Langue : anglais
- Date de sortie : 1936